# Małyń
Małyń – wieś (dawniej miasto) w Polsce położona w województwie łódzkim, w powiecie poddębickim, w gminie Zadzim. Leży nad Nerem.
W skład sołectwa Małyń wchodzi także osada Józefów.
Małyń uzyskał lokację miejską w 1549 roku, zdegradowany po 1654 roku. 

## Historia
Pierwsza pisemna wzmianka o wsi pochodzi z 1392 r. i dotyczy osoby Nicolausa de Malin. Dzieje osadnictwa na tym terenie są jednak o wiele wcześniejsze. Wykryto tu cmentarzysko z okresu wpływów rzymskich (I–II w. n.e.) Stwierdzono też istnienie gródka rycerskiego, datowanego na XIII–XIV w., należącego do Poraitów, którzy przyjęli nazwisko Małyńskich. Małyń w 1549 r. otrzymał przywilej lokacyjny i został miastem. Była to jednak lokacja nieudana - ostatnia wzmianka o miejskiej godności Małynia pochodzi z 1654 r. Pod koniec XVIII w. wieś należała do Michała Boxy z Siemkowic Radoszewskiego, który „rezydował we dworze nad stawem z drzewa rżniętego”, następnie Małyń przeszedł w ręce Stefana Wituskiego herbu Gozdawa. Ostatnimi właścicielami wsi byli Świętochowscy. 
W dniu 4 grudnia 1863 r. pomiędzy Małyniem a Kłoniszewem miała miejsce potyczka oddziałów Birtusa i Żuawa (62 jeźdźców) z rosyjskim oddziałem mjr. Dmitrowa. Zginęło pięciu powstańców, a siedmiu, w tym rannego Jana Birtusa, pojmano do niewoli. Parafia istniała tu przed 1398 r. 
Miejscowa szkoła podstawowa ufundowana w 1938 roku przez Feliksa Wituska, właściciela pobliskiego Jeżewa, nosi imię jego córki Krystyny Wituskiej (1920–1944). Ta bohaterska dziewczyna, członkini Armii Krajowej w Warszawie, została skazana przez Niemców na karę śmierci i ścięta toporem w więzieniu Halle/Saale. W opracowaniu Wandy Kiedrzyńskiej wydano jej listy i grypsy więzienne pisane do rodziców i przyjaciół w książce pt. Na granicy życia i śmierci (Warszawa 1970). Tuż przed ścięciem, w pożegnalnym liście do rodziców pisała: „Mój ostatni obowiązek względem Polski i Was - to umrzeć dzielnie”.
W latach 1975–1998 miejscowość administracyjnie należała do województwa sieradzkiego.

## Zabytki
Obecny, neogotycki kościół św. Andrzeja Apostoła wzniesiono w latach 1905–1912 na miejscu poprzedniego, drewnianego z 1752 r. zbudowanego staraniem Stanisława Gajewskiego h. Ostoja. W kościele tym są dwie chrzcielnice: gotycka, kamienna z 2 połowy XV w. lub początku XVI w. i druga – drewniana, renesansowa z 1555 r. Na cmentarzu przykościelnym znajduje się kaplica Wituskich z tablicą epitafijną poświęconą Krystynie Wituskiej. 
Istnieje tu też młyn wodny z 1911 r. (w latach 1950–1991 użytkowany przez Gminną Spółdzielnię), który wrócił do prawowitego właściciela.
Na planie dawnego, zniszczonego dworu, odbudowano nowy.
Małyń nie zachował cech miejskiego rozplanowania i zbliżony jest do typu niewielkiej wsi-ulicówki.
Według rejestru zabytków NID na listę zabytków wpisane są obiekty:
- kościół parafialny pw. św. Andrzeja, 1905, nr rej.: 323/A z 24.09.1986
- dwór, 2 poł. XIX w., nr rej.: 378 z 29.12.1989